# Gábor Baross

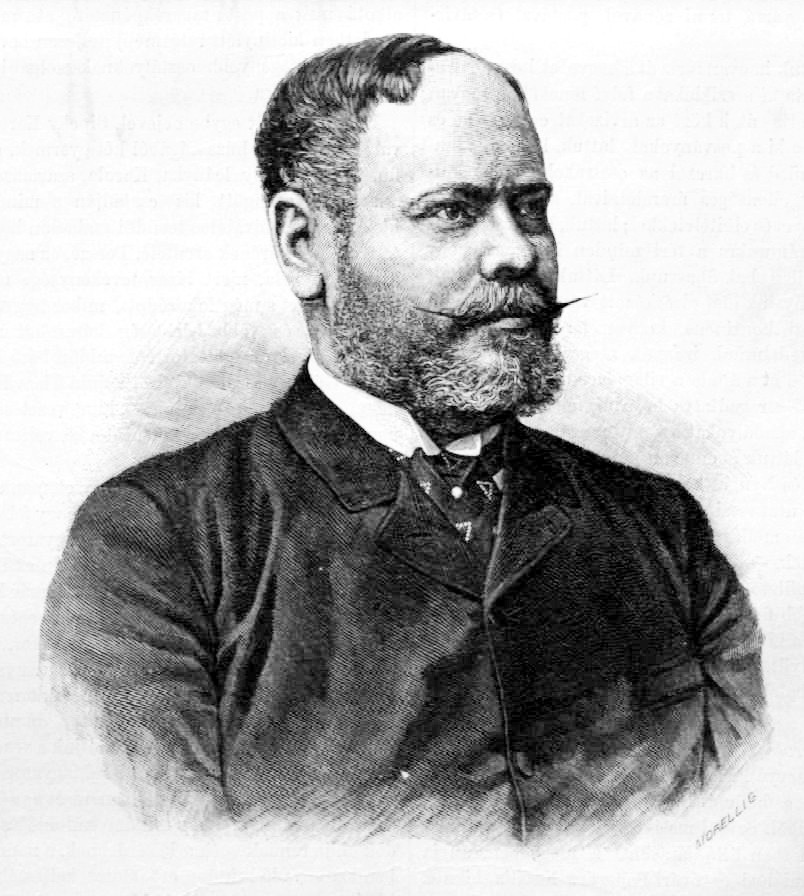
Gábor Baross in 1892

Edler Gábor Baross de Bellus (Pruzsina, 6 juli 1848 – Boedapest, 8 mei 1892) was een Hongaars staatsman, die verschillende ministerposten bekleedde in de jaren 1880 en 1890.

## Loopbaan
Baross studeerde rechten in Pest en nadat hij als hoofdnotaris in Trencsén een plaatselijke reputatie had uitgebouwd, werd hij in 1875 in het Huis van Afgevaardigden verkozen. Op politiek vlak ontpopte hij zich tot een aanhanger van Kálmán Tisza. Al in 1878 werd hij verkozen tot notaris van de Rijksdag en in 1883 werd hij staatssecretaris op het ministerie van Verkeer. In 1886 werd hij uiteindelijk minister voor die portefeuille, een post die hij uitoefende tot aan zijn dood.

### Verwezenlijkingen
Hij zag de ontwikkeling van het het Donaudal als zijn belangrijkste opgave. Op het Congres van Berlijn (1878) werd Oostenrijk-Hongarije belast met het bevaarbaar maken van de IJzeren Poort. De oplevering van deze werken in 1896 kon Baross echter niet meer meemaken. Daarnaast waren voor hem ook de ontwikkeling van de transport- en communicatiewegen belangrijk, in het bijzonder het spoorwegnetwerk. Dit ging ook hand in hand met het verder uitrollen van het post- en telegrafiewezen. Zo werd in 1890 de eerste telefoonleiding in bedrijf genomen tussen Wenen en Boedapest. Tussen 1886 en 1889 werd op zijn initiatief de haven van Fiume beduidend uitgebreid. Als handelsminister ondersteunde hij de ontwikkeling van de Hongaarse industrie. Zijn beleid was erop gericht de noden van de staatsbedrijven door Hongaarse leveranciers te laten vervullen.
Baross stierf in mei 1892 ten gevolge van een longontsteking, die hij volgens zijn eigen memoires nota bene bij het toezicht op werken aan de IJzeren Poort had opgelopen. Hij werd amper 44 jaar oud.

## Nalatenschap
In Boedapest zijn twaalf straten en pleinen naar Baross vernoemd, alsook in andere Hongaarse steden. Na zijn dood veranderde zijn geboortestad Pruzsina van naam naar Barosshaza. Bovendien dragen tientallen onderwijsinstellingen, zoals het opleidingscentrum van de Hongaarse staatsspoorwegmaatschappij, zijn naam.